# Andromède (Guidi)
Pour les articles homonymes, voir Andromède.
Andromède est une sculpture réalisé par Domenico Guidi vers 1699.

## Histoire
François II d'Este, duc de Modène, commande à Domenico Guidi une sculpture d'Andromède attachée à son rocher. Cette œuvre est depuis dans les collections du Metropolitan Museum of Art, dont la version conservée à Nancy est une copie réalisée selon une esquisse disparue.
La partie en bronze de la sculpture est issue d'une fonte italienne réalisée par le sculpteur ou son atelier, tandis que le rocher d'onyx est une addition tardive, sans doute datant du début du XXe siècle,.
L'œuvre est achetée en 2003 par le musée des Beaux-Arts de Nancy à un descendant d'un maître de forges lorrain grâce à un financement du FRAM Lorraine. Il s'agissait pour le musée d'enrichir sa collection de sculptures, qui ne comportait alors aucune œuvre du XVIIe siècle. Il s'agissait aussi de mettre en valeur les peintures baroques italiennes, ainsi que les œuvres de Theodor van Thulden, Frans Wouters et Paolo Pagani sur le même thème.

## Description et style
Andromède lève le bras et regarde vers le ciel en direction de Persée, non représenté. Cette configuration corporelle rompt avec la tradition de l'époque, notamment utilisée par Annibale Carracci (galerie Farnèse), de faire regarder Andromède vers le côté de son bras non-levé, et est purement baroque. La coiffure complexe d'Andromède est inspirée de sculptures antiques, tels que Clytie (musée du Prado) et l'attiude est proche d'autres œuvres de la même époque, telle que celle d'Attila dans le bas-relief La Rencontre de Léon Ier et d'Attila ou d'une fontaine des jardins de Boboli de Florence, réalisée par Giambologna.
Contrairement à la tradition picturale, Andromède est représentée assise, en raison des contraintes physiques imposées par la sculpture.
Le choix de ce thème, fréquent à l'époque, permet à la fois de représenter un nu féminin et les passions : ici, terreur, prière et espoir.